# ژا فوراستیه
ژا فوراستیه (فرانسوی: Jean Fourastié‎؛ تلفظ فرانسوی: [ʒɑ̃ fuʁastje] (۱۹۰۷ – ۱۹۹۰) اقتصاددان اهل فرانسه بود که به‌خاطر وضع اصطلاح «Trente Glorieuses» (سی (سال) شکوهمند) مشهور است. او این اصطلاح را برای توصیف سه دههٔ فرانسه از پایان جنگ جهانی دوم تا آغاز بحران نفتی سال ۱۹۷۳ (۱۹۴۵–۱۹۷۳) به‌کار می‌برد.